# ألكسندر بيركمان

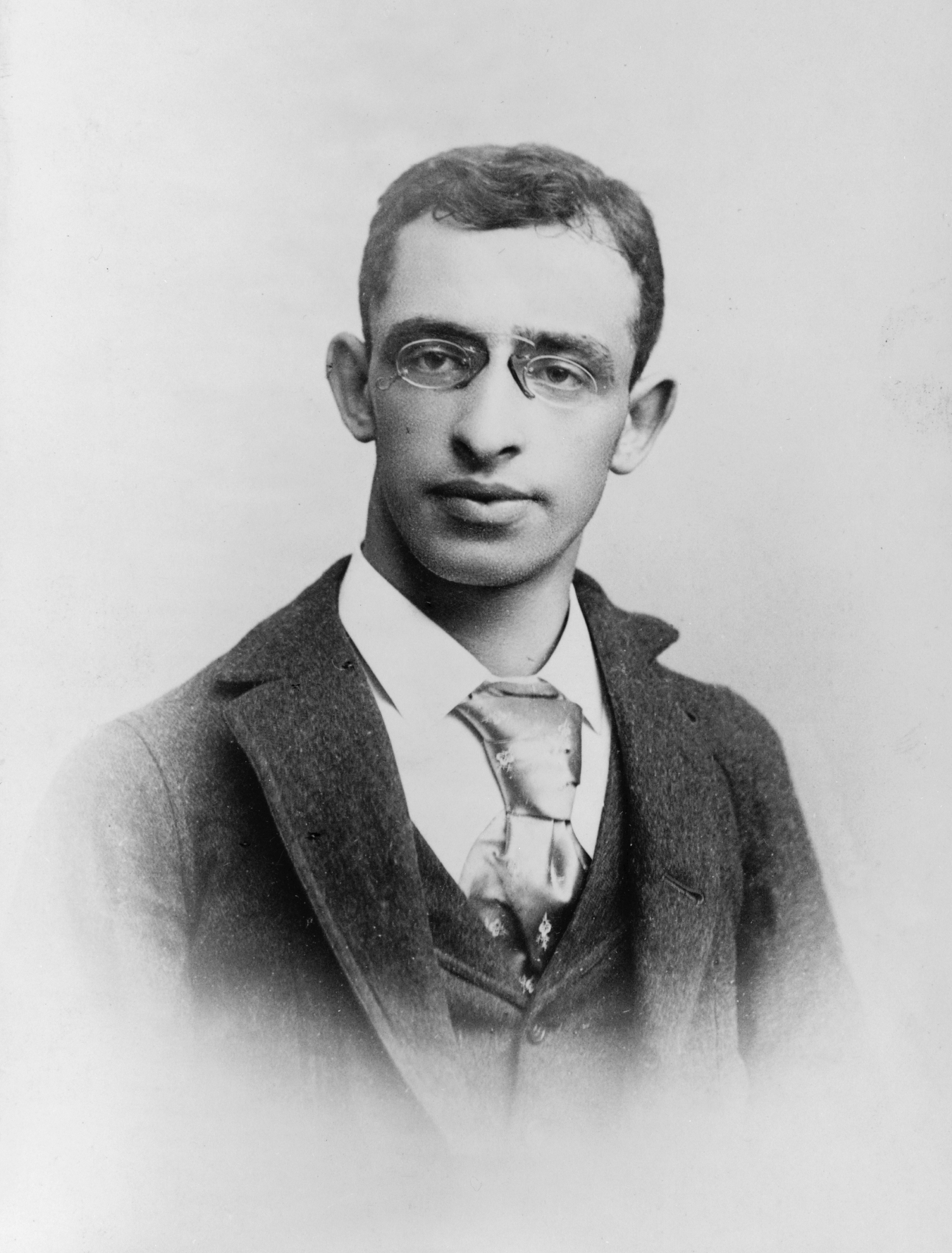
بيركمان في صورة ترجع للعام 1892

ألكسندر بيركمان (بالإنجليزية: Alexander Berkman) (1870 – 1936) هو كاتب شيوعي لاسلطوي عرف بنشاطه وكتاباته السياسية. وكان عضوا قياديا في الحركة اللاسلطوية في بداية القرن العشرين.
بيركمان ولد في روسيا وهاجر إلى الولايات المتحدة في العام 1888. عاش في مدينة نيويورك، حيث انخرط في الحركة اللاسلطوية. هو كان عشيق وصديق عمر اللاسلطوية إيما غولدمان.
في العام 1892، سجن بسبب محاولة فاشلة منه لاغتيال رجل أعمال وقضى فيه 14 سنة. خبرته في السجن كتبها في أول كتبه ذكريات السجن لأحد اللاسلطويين. بعد خروجه من السجن، بيركمان عمل مع غولدمان في تحرير المجلة اللاسلطوية ماذر إيرث، وأصدر بعدها مجلته الخاصة «ذا بلاست».
في العام 1917، بيركمان وغولدمان سجنا لمدة عامين. بعد خروجهما اعتقلا وأخرجا إلى روسيا. أولا كانا من المساندين للثورة البلشفية ولكن سرعان ما رفع بيركمان صوته معارضا لاستخدام السوفييت للعنف وقمع الأصوات المستقلة. في العام 1925، هو أصدر كتابه «أسطورة البلاشفة».
بينما عاش في فرنسا، بيركمان تابع عمله في الحركة اللاسلطوية منتجا عمله للمبادئ اللاسلطوية "اليوم وبعد، أي بي سي للشيوعية اللاسلطوية. وبعد معاناته مع المرض، بيركمان انتحر في العام 1936.

## حياته

### سنواته المبكرة
ولد بيركمان، باسم أوفسي أوسيبوفيش بيركمان، في مدينة فيلنيوس الليتوانية (سميت آنذاك فيلنا وكانت جزءًا من محافظة فيلنا في الإمبراطورية الروسية). كان أصغر أربعة أطفال ولدوا في عائلة يهودية غنية. كان والد بيركمانش، أوسيب بيركمان، تاجر جلود ناجح، وانتمت والدته، ييتا بيركمان (قبل الزواج، ناتانسون) إلى عائلة ثرية.
في عام 1877، مُنح أوسيب الحق -بصفته رجل أعمال ناجحًا- في الانتقال من نطاق الاستيطان الذي وضِع فيه اليهود عمومًا في الإمبراطورية الروسية. انتقلت العائلة إلى سانت بطرسبرغ، وكانت مدينة محظورة على اليهود سابقًا. هناك، تبنى أوفسي اسم ألكسندر الروسي أكثر. عُرف بين العائلة والأصدقاء باسم ساشا، وهو تصغير لاسم ألكسندر. عاشت عائلة بيركمان بشكل مريح، مع خدم ومنزل صيفي. انضم بيركمان إلى الجيمنازيوم، حيث تلقى تعليمًا كلاسيكيًا مع شباب النخبة في سانت بطرسبرغ.
حين كان شابًا، تأثر بيركمان بالراديكالية المتزايدة التي كانت تنتشر بين العمال في العاصمة الروسية. بلغت موجة الاغتيالات السياسية ذروتها في انفجار قنبلة قتلت القيصر ألكسندر الثاني في عام 1881. في حين كان والدا بيركمان قلقين، كما اتضح، من أن وفاة القيصر قد تؤدي إلى قمع اليهود والأقليات الأخرى، افتُتن بيركمان بالأفكار الراديكالية آنذاك، مثل الشعبوية والعدمية. أصبح مستاءً للغاية حين حُكم على خاله المفضل شقيق والدته مارك ناتانسون بالإعدام بسبب الأنشطة الثورية.
بعد فترة وجيزة من بلوغ بيركمان سن 12 عامًا، توفي والده. اضطر إلى بيع منشأة والده، وفقدت العائلة حقها في العيش في سانت بطرسبرغ. نقلت ييتا الأسرة إلى كوفنو حيث عاش شقيقها ناثان. أظهر بيركمان بوادر مشجعة كطالب في الجمنازيوم، لكن دراسته بدأت تتعثر لقضائه وقته في قراءة الروايات. كان أحد الكتب التي أثارت اهتمامه رواية إيفان تورغينيف بعنوان الآباء والبنون (1862)، لمناقشتها الفلسفة العدمية. لكن ما أثر فيه حقًا هو رواية نيكولاي تشيرنيشيفسكي عام 1863، ما العمل؟ استلهم بيركمان من أعمال راخمتوف، كان بطله المتزمت ينوي التضحية بالمتعة الشخصية والروابط العائلية في سعيه العنيد لتحقيق أهدافه الثورية.
بعد فترة قصيرة، انضم بيركمان إلى مجموعة في المدرسة كانت تقرأ وتناقش الأدب الثوري، الذي كان ممنوعًا تحت حكم القيصر الجديد، ألكسندر الثالث. وزع موادّ ممنوعة على الطلاب الآخرين وكتب بعضًا من منشوراته الراديكالية الخاصة، وطبعها باستخدام معدات مسروقة من المدرسة. سلّم ورقة بعنوان «لا يوجد إله»، ما تسبب بإعادته عامًا دراسيًا كاملًا كعقاب على «الإلحاد المبكر، والميول الخطرة والتبعية».
توفيت والدة بيركمان عام 1887، وأصبح خاله ناثان ناتانسون مسؤولًا عنه. كان بيركمان يحتقر ناتانسون لرغبته في الحفاظ على النظام وتجنب الصراع. لم يستطع ناتانسون أن يفهم ما الذي وجده بيركمان جذابًا في أفكاره الراديكالية، وكان قلقًا من أن بيركمان سيجلب العار للعائلة. في أواخر ذلك العام، قُبض على بيركمان وهو يسرق نسخًا من الامتحانات المدرسية ويرشو عامل المدرسة. طرد ووصف بكونه «متآمرًا عدميًا».
قرر بيركمان الهجرة إلى الولايات المتحدة. حين غادر شقيقه إلى ألمانيا في بداية عام 1888 لدراسة الطب، استغل بيركمان الفرصة لمرافقته وشق طريقه من هناك إلى مدينة نيويورك.

### مدينة نيويورك
بعد فترة وجيزة من وصوله إلى نيويورك، حيث لم يكن يعرف أحدًا ولا يتحدث الإنجليزية، أصبح بيركمان أناركيًا عبر مشاركته مع مجموعات تشكلت لتنظم حملة من أجل إطلاق سراح الرجال المدانين بتفجير هايماركت عام 1886. انضم إلى رواد الحرية، وهي أول مجموعة يهودية أناركية في الولايات المتحدة. كانت المجموعة تابعة لجمعية الشعب العامل الدولية، وهي المنظمة التي كان متهمو هايماركت ينتمون إليها، واعتبروا رجال هايماركت شهداء. بما أن معظم أعضاء المجموعة كانوا يعملون في صناعة الملابس، شارك رواد الحرية في الإضرابات ضد مصانع العمل الشاق وساعدوا في إنشاء بعض من النقابات العمالية اليهودية الأولى في المدينة. قبل أن تمضي فترة طويلة، أصبح بيركمان أحد الأعضاء البارزين في المنظمة.
سرعان ما وقع بيركمان تحت تأثير يوهان موست، أشهر أناركي معروف في الولايات المتحدة ومناصر لدعاية العمل، محاولة اغتيال، أو العنف الممارس لتشجيع الجماهير على التمرد. أصبح طباعًّا لصحيفة موست فرايهايت.
في عام 1889، التقى بيركمان بإيما غولدمان وبدأ معها علاقة رومانسية، وكانت مهاجرة روسية أيضًا. دعاها إلى محاضرة لموست. وسرعان ما وقع بيركمان وغولدمان في الحب وأصبحا لا ينفصلان. على الرغم من خلافاتهما وانفصالاتهما، تشارك غولدمان وبيركمان في التفاني المشترك لعقود، ووحدتهما مبادئهما الأناركية وحبهما لبعضهما.
بحلول نهاية العام، انتقلا إلى شقة مشتركة مع قريبٍ لبيركمان، موديست أرونستام (يشار إليه باسم «فايدا» في كل من مدونة مذكرات أناركي في السجن لبيركمان والسيرة الذاتية بعنوان أعيش حياتي لغولدمان)، وصديقة غولدمان، هيلين مينكين، وفق المبادئ المستوحاة من ما العمل؟ عاشا وفقًا لمثال راخمتوف، أنكر بيركمان نفسه حتى أصغر الملذات، وتوقع من رفاقه الأمر نفسه. جلب أرونسام، من ناحية أخرى، أزهارًا للمنزل بشكل اعتيادي. تزايد الاحتكاك بين الاثنين، وقال بيركمان غاضبًا «كل قرش ننفقه على أنفسنا مأخوذ من القضية»، وأضاف: «الرفاهية جريمة، وضعف». لكن مع مرور الوقت، أصبح القريبان على وفاق مجددًا.
في نهاية المطاف، انشق بيركمان عن موست وانحاز إلى الاستقلاليين. أكد الاستقلاليون، وهم مجموعة أناركية مرتبطة بجوزيف بيوكيرت، على الحرية الفردية. خافوا من هيمنة فرد واحد على الحركة الأناركية وعارضوا إنشاء المنظمات الأناركية. نتيجة لذلك، عارض الاستقلاليون موست. سرعان ما كان بيركمان يعمل في منشورات الاستقلاليين، الأناركي والمستقل، لكنه بقي مقتنعًا بمفهوم العنف كأداة لإلهام التغيير الثوري.
في نهاية عام 1891، علم بيركمان أن الأناركي الروسي بيوتر كروبوتكين -الذي كان معجبًا به- ألغى جولة باللغة الأمريكية لأنها كانت باهظة الثمن بالنسبة للحركة الأناركية المتعثرة. في حين خاب أمل بيركمان، زاد هذا التوفير من مكانة كروبوتكين في عينيه.

## سنواته الأخيرة ووفاته
قضى بيركمان سنواته الأخيرة يحاول كسب عيشه من العمل محررًا ومترجمًا. تنقل هو ورفيقته، إيمي إيكشتاين، بشكل متكرر داخل نيس بحثًا عن مسكن أصغر وأقل تكلفة. أصبح أرونستام -الذي غير اسمه إلى موديست شتاين وحقق النجاح كفنان- متبرعًا، إذ أرسل لبيركمان مبلغًا شهريًا ليساعده في النفقات. في ثلاثينيات القرن العشرين، بدأت صحته في التدهور، وخضع لعمليتين فاشلتين بسبب مرض في البروستات في بداية عام 1936. بعد الجراحة الثانية، بقي طريح الفراش لأشهر. عانى بيركمان من ألم مستمر، واضطر إلى الاعتماد على المساعدة المالية من الأصدقاء وعلى رعاية إيكشتاين، وقرر الانتحار. في الساعات الأولى من يوم 28 يونيو 1936، لم يعد قادرًا على تحمل الألم الجسدي لمرضه، وحاول إطلاق النار على نفسه في القلب بمسدس، لكنه فشل في القيام بذلك. اخترقت الرصاصة رئته ومعدته واستقرت في العمود الفقري ما أدى إلى إصابته بالشلل. هرعت غولدمان إلى نيس لتقف بجانبه. عرفها بيركمان لكنه لم يستطع أن يتكلم. غرق في غيبوبة بعد الظهر، وتوفي في الساعة العاشرة من تلك الليلة.
رتبت غولدمان جنازة بيركمان. رغب أن تُحرق جثته ويُدفن رماده في مقبرة فالدهايم في شيكاغو، بالقرب من قبور متهمي هايماركت الذين ألهموه، لكنها لم تستطع تحمل النفقات. وبدلًا من ذلك، دُفن بيركمان في قبر مشترك في مقبرة كوجيز في نيس.
توفي بيركمان قبل أسابيع من بدء الثورة الإسبانية، التي كانت أوضح مثال في التاريخ المعاصر على الثورة الأناركية النقابية. في يوليو 1937، كتبت غولدمان أن رؤية مبادئه تمارس عمليًا في إسبانيا «كان يمكن أن يجدد (بيركمان) ويمنحه قوة جديدة وأملًا جديدًا. لو عاش لفترة أطول قليلًا!».

## روابط خارجية
- ألكسندر بيركمان على موقع الموسوعة البريطانية (الإنجليزية)
- ألكسندر بيركمان على موقع ميوزك برينز (الإنجليزية)
- ألكسندر بيركمان على موقع قاعدة بيانات برودواي على الإنترنت (الإنجليزية)
- ألكسندر بيركمان على موقع إن إن دي بي (الإنجليزية)